# Gian Antonio Micheli
Gian Antonio Micheli (26 settembre 1913 – Roma, 27 settembre 1980) è stato un giurista italiano la cui importanza è legata, oltre che ai contributi alla teoria del diritto processuale civile, alle opere di diritto tributario avendo egli avuto la titolarità della prima cattedra di questa materia istituita in Italia.
Alunno del Collegio Ghislieri, si laureò nel 1936 a Pavia sotto la guida del processualista Cristofolini e conseguì presso la stessa Università la libera docenza in diritto processuale civile.
Contemporaneamente, iniziò a collaborare con Benvenuto Griziotti all'Istituto di Finanza dell'Università pavese avendo così occasione di frequentare importanti studiosi come Ezio Vanoni, Antonio Pesenti, Sergio Steve, Dino Jarach e Mario Pugliese.

Dopo un breve periodo in cui insegnò Diritto processuale civile per incarico all'Università di Parma (1938-1942), divenne titolare di cattedra presso l'Università di Urbino, dopo essere risultato primo al concorso a cattedra di diritto processuale civile (1942-1946).
In questi stessi anni, videro la luce le più importanti opere di procedura civile, quali La rinuncia agli atti del giudizio (1937) e La prova a futura memoria (1937), L'onere della prova (1942, ristampa 1966).
La sua opera come docente e studioso del processo civile furono sempre però congiunte alla coltivazione dei suoi interessi per il diritto tributario, attestati dall'attività come redattore della Rivista di diritto finanziario e scienza delle finanze (di cui fu poi direttore dal 1957) e dalla partecipazione alla Commissione di studio nominata negli anni trenta dal Ministro Thaon di Revel per la preparazione di un codice tributario e alla Commissione di studi per la costituente presso il Ministero della Costituente.
Dopo Urbino, fu titolare della cattedra di diritto processuale civile presso diverse sedi universitarie; dapprima Bari (1946-1949), poi Parma (1949-1957) e infine Firenze (1957-1963) dove succedette a Piero Calamandrei.
Fra le sue opere di questi anni si ricordano, in particolare, L'esecuzione forzata (1953), il Corso di diritto processuale civile (1959).
Nel 1963, tuttavia, l'attività di docente di procedura civile si interruppe venendo egli chiamato dalla Facoltà di Giurisprudenza dell'Università La Sapienza di Roma a ricoprire la prima cattedra di diritto tributario istituita in un ateneo italiano, insegnamento che mantenne fino al 1980 anno della sua morte.
Dal 1966 fu anche direttore della Scuola Centrale Tributaria "E. Vanoni".
A partire da questo momento, anche i suoi studi si concentrano sul diritto tributario. Vedono così la luce numerosi saggi che svolgono in modo più approfondito i diversi temi che sono già accennati nella prolusione al corso romano del 1964, dal titolo Profili critici in tema di potestà d'imposizione (1964).
Particolarmente importanti, nel suo pensiero, il riferimento ai moduli procedimentali e ai principi generali degli altri settori dell'esperienza giuridica. Questi aspetti trovarono poi un momento di sintesi nelle opere destinate alla didattic a: Lezioni di diritto tributario (1968) e Corso di diritto tributario (1970, più volte ripubblicato).
Ricordato, fra l'altro, per le sue notevoli capacità di didatta, alla sua scuola si è formata una folta schiera di importanti tributaristi, primi fra tutti, i suoi allievi diretti Augusto Fantozzi, Andrea Fedele, Leonardo Perrone, Giovanni Puoti e Giuliano Tabet e poi molti altri fra i quali si ricordano Franco Gallo, Leonardo Perrone, Giulio Tremonti e Pietro Adonnino.
| Controllo di autorità | VIAF (EN) 36996791 · ISNI (EN) 0000 0000 8219 0725 · SBN CFIV013962 · LCCN (EN) n82153036 · GND (DE) 1223571688 · BNF (FR) cb12370966t (data) · J9U (EN, HE) 987007339609805171 |